# Всемирная боксёрская ассоциация
Всеми́рная боксёрская ассоциа́ция (ВБА) (англ. World Boxing Association; WBA) — старейшая международная ассоциация профессионального бокса. Является одной из четырёх боксёрских организаций (помимо IBF, WBC и WBO), санкционирующих боксёрские поединки мирового уровня.
В 1921 году в США создана Национальная боксёрская ассоциация (National Boxing Association). В 1962 году переименована во Всемирную боксёрскую ассоциацию.

## Чемпионы мира

### Действующие чемпионы мира
| Весовая категория       | Чемпион               | Дата завоевания  |
| ----------------------- | --------------------- | ---------------- |
| Тяжёлый вес             | Александр Усик        | 25 сентября 2021 |
| Бриджервейт             | Муслим Гаджимагомедов | 12 июля 2024     |
| Первый тяжёлый вес      | Хильберто Рамирес     | 30 марта 2024    |
| Полутяжёлый вес         | Дмитрий Бивол         | 22 февраля 2025  |
| Второй средний вес      | Сауль Альварес        | 19 декабря 2020  |
| Средний вес             | Эрисланди Лара        | 1 мая 2021       |
| Первый средний вес      | Теренс Кроуфорд       | 3 августа 2024   |
| Полусредний вес         | Эймантас Станёнис     | 30 августа 2024  |
| Первый полусредний вес  | Гэри Антуанн Расселл  | 1 марта 2025     |
| Лёгкий вес              | Джервонта Дэвис       | 29 ноября 2023   |
| Второй полулёгкий вес   | Ламонт Роуч мл.       | 25 ноября 2023   |
| Полулёгкий вес          | Ник Болл              | 1 июня 2024      |
| Второй легчайший вес    | Наоя Иноуэ            | 26 декабря 2023  |
| Легчайший вес           | Сеия Цуцуми           | 13 октября 2024  |
| Второй наилегчайший вес | Фернандо Мартинес     | 7 июля 2024      |
| Наилегчайший вес        | Кэн Сиро              | 13 марта 2025    |
| Первый наилегчайший вес | Эрик Роса             | 19 декабря 2024  |
| Минимальный вес         | Оскар Колласо         | 16 ноября 2024   |

## Рейтинг WBA
Рейтинг Всемирной боксёрской ассоциации включает в себя сильнейших боксёров мира в восемнадцати весовых категориях. Обновления публикуются ежемесячно на официальном сайте организации.